# Zvenígovo
Zvenígovo (en ruso: Звени́гово) es una ciudad de la república de Mari-El, Rusia, ubicada en la orilla izquierda del río Volga, que la separa de Chuvasia, a 90 km al sur de Yoshkar-Olá, la capital de la república. En el año 2010 tenía una población de unos 12 000 habitantes.

## Historia

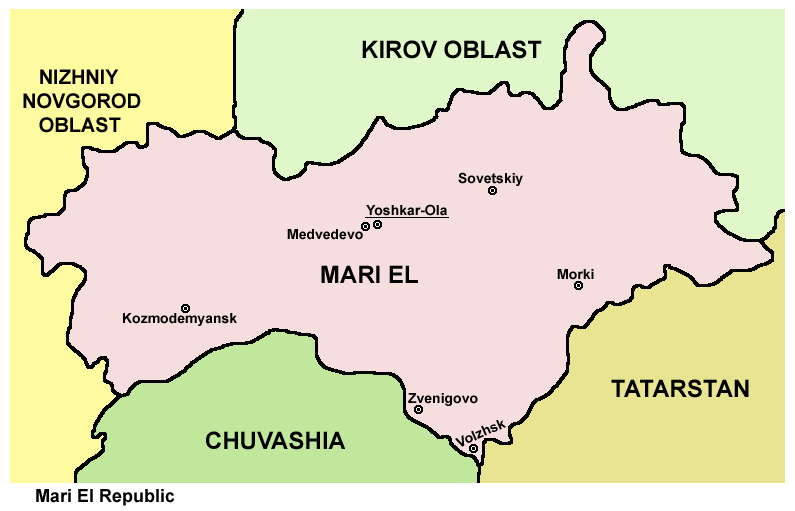
Mapa de Mari-El en el que aparece Zvenígovo

Se fundó en 1860, alcanzó el estatus de asentamiento urbanístico en 1927, y el de ciudad en 1974.